# Wiesau
Wiesau là một đô thị trong huyện Tirschenreuth bang Bayern, Đức.